# Choros nr. 12
Choros nr. 12 is een compositie van Heitor Villa-Lobos. Hij omschreef het werk als een soort serenade.
Villa-Lobos omschreef zijn Choros nr. 11 als een olifant vanwege de machtige en grootste bezetting in het orkest. Choros nr. 12 is daar het vervolg op. Het is opnieuw geschreven voor een groot symfonieorkest met uitgebreide percussiesectie. Het is een eendelig werk, dat bestaat uit tientallen muzikale ideetjes die bijeengehouden worden door een centraal thema. Dat thema, dat in de beginmaten is te horen bij de koperblazers steekt eenvoudig af bij de rest van de muziek. Zonder dat de componist nationalistisch wilde overkomen, is het een schakering van melodieën al dan niet uit de Braziliaanse volksmuziek, maar zeker met de ritmes daarvan. Zo is te horen Extrela e Lua nova, een Braziliaanse melodie, die terug te voeren is naar Afrika en dansen uit Brazilië ingevoerd in de compositie.
Door de snelle overgangen doet het werk enigszins rommelig aan, de muziek lijkt af en toe niet gecomponeerd te zijn maar geïmproviseerd. Dit is de eigenschap van de choros, deels compositie en deels improvisatie. De muziek doet, mede door de meespelende saxofoons Frans aan, hoe groot het orkest ook is, de instrumentatie is af en toe ragfijn. Daar tegenover staan soms fragmenten, waarbij alle zachtzinnigheid weg is; de muziek bonkt. Op onverwachte momenten zijn geluiden te horen die terug te voeren zijn op bezoeken aan de (toen nog) zeer wilde oerwouden rond de Amazone, bijvoorbeeld gekras van vogels.
Het werk is lang niet zo populair als Choros nr. 11 en moest ook lang wachten op een eerste uitvoering. De componist had het werk geschreven in bewondering voor de Koussevitzky Concerts, die die dirigent in 1922 in Parijs had gegeven. Het orkest van Koussevitzky gaf dan ook de eerste uitvoering van het werk, nog niet in de eigen concertzaal maar in het Sanders Theatre aan de Harvard-universiteit in het kader van de Cambridge-serie; datum was 21 februari 1945 en Villa-Lobos leidde. Twee dagen daarna vond de officiële première plaats in de Symphony Hall te Boston, opnieuw onder leiding van de componist; dat programma werd 24 februari 1945 herhaald.
Premièreprogramma 21, 23 en 24 februari 1945:
- Boston Symphony Orchestra o.l.v. componist:
- Bachianas brasileiras nr. 7 twee delen: Toccata (uitdaging) en fuga (conversatie)
- Choros nr. 12
- pauze
- Rudepoêma (orkestversie).

Overigens nam Serge Koussevitzky even later het werk met hetzelfde orkest mee naar New York.

## Orkestratie
- 1 piccolo, 3 dwarsfluiten, 3 hobo’s, 1 althobo, 1 esklarinet, klarineten, 1 basklarinet, 3 fagotten, 1 contrafagot, 2 saxofoons
- 8 hoorns, 4 trompetten, 4 trombones, 1 tuba
- pauken, percussie bestaande uit tamboerijn, tamtam, grote trom, ratel, reco-reco, carnisoes, camisao grande, bekkens, xylofoon, vibrafoon, 2 harpen, 1 piano, 1 celesta
- violen, altviolen, celli, contrabassen

## Discografie
- onbekend: het Orchestre Philharmonique de Liège o.l.v. Pierre Bartholomee (Ricercar)
- uit 2005: São Paulo Symfonie Orkest o.l.v. John Neschling (BIS Records)